# Lonesome Luke's Honeymoon
Lonesome Luke's Honeymoon er en amerikansk stumfilm fra 1917.

## Medvirkende
- Harold Lloyd - Lonesome Luke
- Bebe Daniels
- Snub Pollard
- Arthur Mumas
- Sammy Brooks